# Период колебаний

Анимация гармонических колебаний с ростом их периода

Период (4) синусоидального колебания

Пери́од колеба́ний — наименьший промежуток времени, за который система совершает одно полное колебание (то есть возвращается в то же состояние, в котором она находилась в первоначальный момент, выбранный произвольно).
В принципе совпадает с математическим понятием периода функции, но имея в виду под функцией зависимость физической величины, совершающей колебания, от времени.
Это понятие в таком виде применимо как к гармоническим, так и к ангармоническим строго периодическим колебаниям (а приближённо — с тем или иным успехом — и непериодическим колебаниям, по крайней мере к близким к периодичности).
В случае, когда речь идёт о колебаниях гармонического осциллятора с затуханием, под периодом понимается период его осциллирующей составляющей (игнорируя затухание), который совпадает с удвоенным временным промежутком между ближайшими прохождениями колеблющейся величины через ноль. В принципе, это определение может быть с большей или меньшей точностью и пользой распространено в некотором обобщении и на затухающие колебания с другими свойствами.
Обозначения: обычное стандартное обозначение периода колебаний: {\displaystyle T} (хотя могут применяться и другие, наиболее часто это {\displaystyle \tau }, иногда {\displaystyle \Theta } и т. д.).
Единицы измерения: секунда и, в принципе, вообще единицы измерения времени.
Период колебаний связан соотношением взаимной обратности с частотой:
{\displaystyle T={\frac {1}{\nu }},\ \ \ \nu ={\frac {1}{T}}.}
Для волновых процессов период связан кроме того очевидным образом с длиной волны {\displaystyle \lambda }
{\displaystyle v=\lambda \nu ,\ \ \ T={\frac {\lambda }{v}},}
где {\displaystyle v} — скорость распространения волны (точнее — фазовая скорость).
В квантовой физике период колебаний прямо связан с энергией (поскольку в квантовой физике энергия объекта — например, частицы — есть частота колебаний его волновой функции).
Теоретическое вычисление периода колебаний той или иной физической системы сводится, как правило, к нахождению решения динамических уравнений (уравнения), описывающего эту систему. Для категории линейных систем (а приближённо — и для линеаризуемых систем в линейном приближении, которое зачастую является очень хорошим) существуют стандартные сравнительно простые математические методы, позволяющие это сделать (если известны сами физические уравнения, описывающие систему).
Для экспериментального определения периода используются часы, секундомеры, частотомеры, стробоскопы, строботахометры, осциллографы. Также применяются биения, метод гетеродинирования в разных видах, используется принцип резонанса. Для волн можно померить период косвенно — через длину волны, для чего применяются интерферометры, дифракционные решётки итп. Иногда требуются и изощрённые методы, специально разработанные для конкретного трудного случая (трудность могут представлять как само измерение времени, особенно если речь идёт о предельно малых или наоборот очень больших временах, так и трудности наблюдения колеблющейся величины).

## Периоды колебаний в природе
Представление о периодах колебаний различных физических процессов даёт статья Частотные интервалы (учитывая то, что период в секундах есть обратная величина частоты в герцах).
Некоторое представление о величинах периодов различных физических процессов также может дать шкала частот электромагнитных колебаний (см. Электромагнитный спектр) .
Периоды колебаний слышимого человеком звука находятся в диапазоне
от 5·10−5с до 0,2с
(чёткие границы его несколько условны).
Периоды электромагнитных колебаний, соответствующих разным цветам видимого света — в диапазоне
от 1,1·10−15с до 2,3·10−15с.
Поскольку при экстремально больших и экстремально маленьких периодах колебаний методы измерения имеют тенденцию становятся всё более косвенными (вплоть до плавного перетекания в теоретические экстраполяции), трудно назвать чёткую верхнюю и нижнюю границы для периода колебаний, измеренного непосредственно. Какую-то оценку для верхней границы может дать время существования современной науки (сотни лет), а для нижней — период колебаний волновой функции самой тяжёлой из известных сейчас частиц.
В любом случае границей снизу может служить планковское время, которое столь мало, что по современным представлениям не только вряд ли может быть вообще как-то физически измерено, но и вряд ли в более-менее обозримом будущем представляется возможность приблизиться к измерению величин даже намного порядков больших, а границей сверху — время существования Вселенной — более десяти миллиардов лет.

## Периоды колебаний простейших физических систем

### Пружинный маятник
Период колебаний пружинного маятника может быть вычислен по следующей формуле:
{\displaystyle T=2\pi {\sqrt {\frac {m}{k}}}},
где {\displaystyle m} — масса груза, {\displaystyle k} — жёсткость пружины.

### Математический маятник
Период малых колебаний математического маятника:
{\displaystyle T=2\pi {\sqrt {\frac {l}{g}}}}
где {\displaystyle l} — длина подвеса (к примеру, нити), {\displaystyle g} — ускорение свободного падения. Отсюда видно, что период колебаний маятника зависит только от длины подвеса и ничего более.
Период малых колебаний (на Земле) математического маятника длиной 1 метр с хорошей точностью равен 2 секундам.

### Физический маятник
Период малых колебаний физического маятника:
{\displaystyle T=2\pi {\sqrt {\frac {J}{mgl}}}}
где {\displaystyle J} — момент инерции маятника относительно оси вращения, {\displaystyle m} — масса маятника, {\displaystyle l} — расстояние от оси вращения до центра масс.

### Крутильный маятник
Период колебаний крутильного маятника:
{\displaystyle T=2\pi {\sqrt {\frac {I}{K}}}}
где {\displaystyle I} — момент инерции маятника относительно оси кручения, а {\displaystyle K} — вращательный коэффициент жёсткости маятника.

### Электрический колебательный (LC) контур
Период колебаний электрического колебательного контура (формула Томсона):
{\displaystyle T=2\pi {\sqrt {LC}}},
где {\displaystyle L} — индуктивность катушки, {\displaystyle C} — ёмкость конденсатора.
Эту формулу вывел в 1853 году английский физик Уильям Томсон.